# 궁술

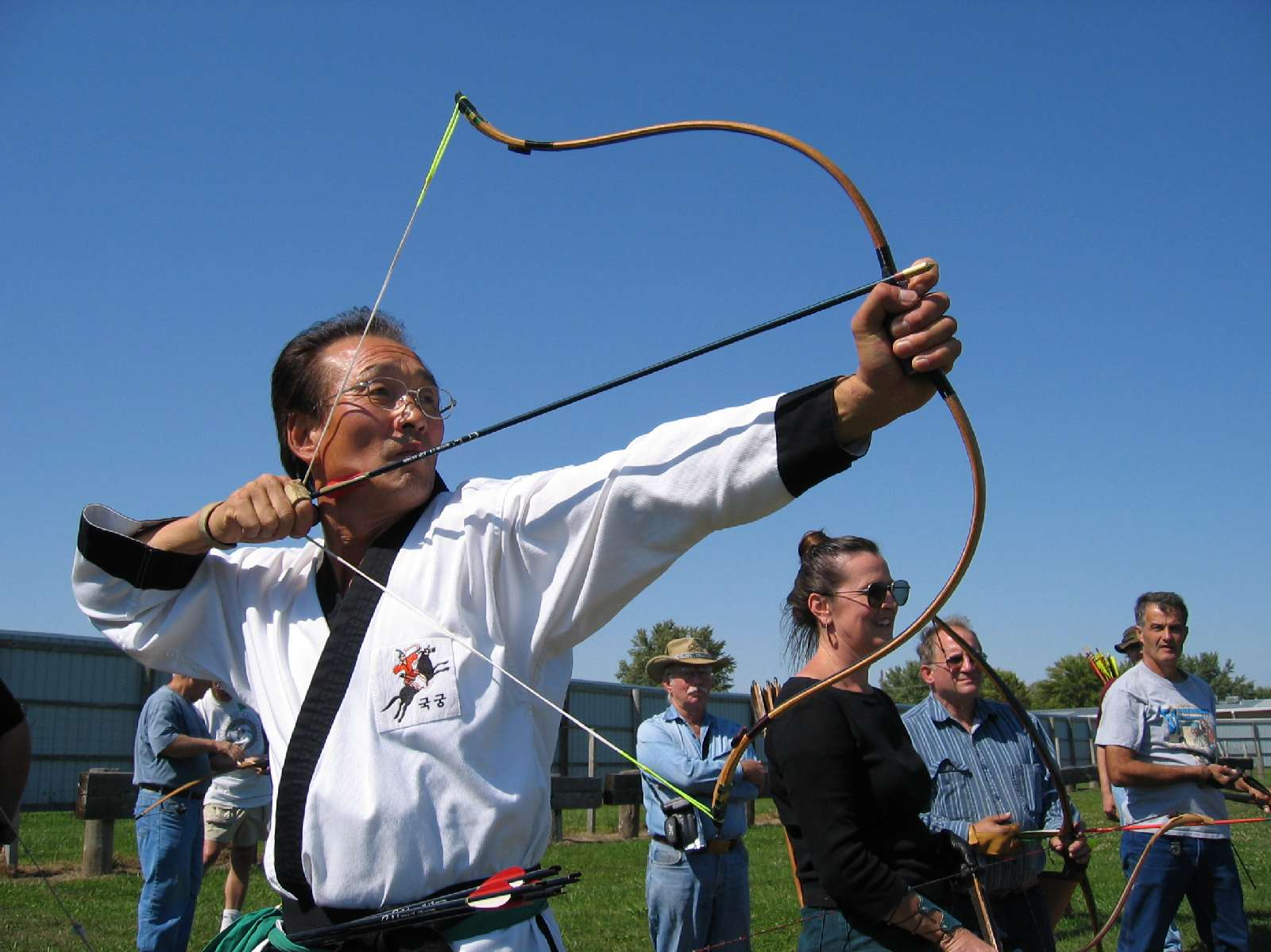
국궁 시연, 2009년

궁술(弓術)은 활을 사용하여 화살로 목표물을 맞히는 기술 또는 무술을 통칭하여 부르는 말이다. 한국의 활은 유럽과 같은 단궁을 이용하며, 몽골의 영향을 많이 받았다는 지적이 있다. 이미 고대 이전부터 한국에서는 널리 궁술을 장려하여 민간에 보급하였는데, 고려 때까지는 무예 수련을 겸한 훈련으로서 이루어지던 것이 조선조에 이르면 문치주의의 풍조와 함께 무예 수련과 더불어 심신수양의 하나로서 군자가 익혀야 할 육예(六藝)의 한 가지로 중시되었다.

## 개론

### 한국의 궁술
활과 화살의 시작은 인류의 기원이나 선사 시대까지 거슬러 올라간다. 이미 삼국 시대인 4세기 말에서 5세기 초엽에 그려진 집안의 고구려 무용총(춤무덤) 수렵도나 남포의 덕흥리 고분에 오늘날의 각궁의 원형으로 보이는 그림이 남아있는데, 오늘날 한국에 전해지는 각궁의 모습과 크게 다르지 않다. 일본과 마찬가지로 고대 중국 문화에서의 '사례(射禮)'가 삼국 시대에도 도입되었을 것으로 추정하지만, 기록에서 이러한 '사례'가 적극 중시되고 권장되는 것은 고려 시대에 들어서의 일이며, 그 이전에는 백제의 아신왕이 고구려와의 전쟁에서 패한 설욕을 위해 한성 서쪽에 활터를 만들고 백성들을 불러모아 활쏘기를 시키는 등의 실전적 군사 훈련으로서의 성격이 강하였다. 그밖에 한국에서 활쏘기에 관련한 체계적으로 정리된 예법은 조선 이전의 것은 찾아보기 어렵다.
활을 무기로서뿐만 아니라 신성한 제구(祭具)로 여겨, 신사나 사원에 활쏘기를 봉납하는 등의 마쓰리(祭)뿐 아니라 헤이안 시대부터 이미 독자적인 기술과 가르침, 작법을 갖춘 궁술 유파가 번성하여 현재까지도 각지에 남아 전하고 있는 일본과는 달리, 한국에서는 신에게 봉납하는 제의(祭儀)로서의 궁술보다는 실전에서, 또는 개개인의 심신을 수양하기 위한 기예이자 마을과 지역 주민들간의 친목을 도모하는 유희로서의 색채를 더욱 강하게 지녀 전국적으로 마을 및 지역 또는 그곳에 존재하는 활터 단위의 궁술 시합(편사)이나, 향사례(鄕射禮)라고 불리는 지방 유학자들 사이의 의식적 궁술이 특히 성리학적 문치주의 풍조가 강했던 조선 시대에 크게 성행하였다. 국왕이 대대적으로 여는 활쏘기 시합은 대사례(大射禮)라고 불렀다. 총기 및 화약 무기류의 등장 뒤에도 활은 여전히 군사체제 내의 중요한 무기 가운데 하나로 중시되었고, 임진왜란 이후 조선 조정이 설치한 훈련도감에는 포수(砲手, 총기)ㆍ사수(射手, 활)ㆍ살수(殺手, 도검)로 군사편제를 이루었으며, 정조 때인 1799년 2월에 평양감영에서 간행된 《사법비전공하(射法秘傳攻瑕)》나 서유구의 《사결(射訣)》등은 한국의 활쏘기에 고대 중국의 활쏘기 기법들을 첨부하여 펴낸 책이다. 일본과 마찬가지로 현재 한국의 궁술로 이어지는 각종 기술과 도구, 규칙들은 모두 조선 시대에 성립된 것으로 볼 수 있다.
갑오경장 이후 급격한 근대화 및 총기류의 발전으로 궁술은 점차 사람들 사이에서 잊혀지기에 이르렀다. 궁술의 쇠퇴에 주목한 것은 조선의 26대 국왕이었던 고종으로, 고종은 전래의 궁술이 쇠퇴하는 것에 우려를 표하면서 광무 2년(1898년)에 지금의 경희궁 회상전 북쪽에 황학정이라는 활터를 만들어 활쏘기를 할 수 있도록 개방하는 등 궁술을 유지ㆍ보전시키는데 힘썼다. 1909년 7월 15일에 동대문구 창신동에서 이상필(李相弼)ㆍ이용문(李容紋) 등이 중심이 된 사궁회(射弓會)가 발족되었으며, 1916년 7월에는 경성궁술회(일명 관덕회)라는 활 쏘는 사람들의 모임이 만들어졌다. 이후 1919년의 3ㆍ1운동을 거쳐 1922년에 서울 경기 지역을 비롯한 전국의 활터의 사두(射頭)들이 모여서 조선궁술연구회(朝鮮弓術硏究會)를 발족하였는데 이것이 오늘날 한국 궁술의 직접적인 선조격이다. 1929년에는 드디어 기존에 쓰이던 활쏘기 용어와 습사용 각궁의 제작 방법, 활쏘기를 배우는 순서, 활터에서의 예절 등을 성문화한 「조선의 궁술」이라는 책이 발간되었고, 1928년 7월 13일에 황학정에서 처음으로 전조선궁술대회가 열렸다.
이후 일제의 조선민족말살정책의 여파로 남산에 있던 활터인 석호정이 폐쇄되는 등의 어려움을 겪었으나, 조선궁술연구회는 1926년 5월 조선궁도회로 개칭하였으며, 해방 뒤인 1946년 2월에 다시 조선궁도협회로 개칭하여 1954년 3월 대한체육회에 가맹하였다. 1963년 7월부터는 국제궁도연맹(FITA)에 가입하였고 1983년 3월에 양궁부를 대한양궁협회로 분리하여 1999년 6월 사단법인 인가를 받아 지금에 이르고 있다.

## 다른 나라의 활과의 비교
우선 활의 종류부터, 한국의 활은 중국이나 터키, 몽골과 같은 합성궁이자 단궁으로 분류된다. 하나의 재료만 쓰는 것이 아니라 다른 재료들을 복합적으로 섞어서 쓰는 활의 경우 활의 탄성한계를 더욱 높일 수 있다는 장점이 있다. 한국의 활은 몽골의 활에 비해 더 작으며, 다른 나라의 활과 마찬가지로 활시위를 잡아당길 때 얼굴까지 오는 데에 그친다. 화살을 활에 매기는 경우 화살을 활의 오른쪽에 맞추고 오른손 엄지뿌리에 활시위를 걸어 당기는 것은 몽골식이다. 이는 검지와 중지를 가지고 활시위를 당기는 지중해식과 구별되는 점이다. 몽골식의 경우 대부분 화살을 활의 오른쪽에 두는데 이것은 일설에서는 빠르게 달리는 말 위에서 역풍을 받아도 화살이 날아갈 수 있도록 할 방법을 궁리한 끝에 나온 것이라고도 한다.
활에 들어가는 재료의 경우 한국에서는 세종 때부터 동물의 기름으로 만든 아교가 아닌 민어의 부레로 만든 어교를 쓰기 시작했는데, 어교는 아교와는 달리 활에 들어가는 재료들 사이의 탄력을 더욱 높여주어 화살이 멀리 날아갈 수 있게 했지만, 습기에 약하다는 단점은 극복하지 못했다.

## 궁술의 분류
활과 화살은 예로부터 군사적인 목적뿐 아니라 경기ㆍ놀이ㆍ제사의 용도로도 쓰였다. 일본과 마찬가지로 중국의 영향을 받은 한국 궁술의 경우는 일본과 비교할 때 제사로서의 요소는 찾아보기 드문 반면 친목도모를 위한 경기 내지 놀이로서의 용도가 특히 발달하였다. 유교적인 윤리를 보급하고 군신 및 사대부의 친목도모를 위한 예사(禮射) 즉 사례(射禮)는 중앙의 대사례(大射禮)와 지방의 향사례(鄕射禮)로 나뉘며, 민간의 경우는 마을과 마을, 또는 활터와 활터 사이의 경기적 성격이 강한 편사(編射)라는 이름의 궁술(주로 보사步射 또는 당사堂射의 형태) 시합이 세시 및 연중행사로서 혹은 일정한 시기를 정한 정기적인 모임으로서 발전하였다.
조선의 법전인 《경국대전》(1485년 성립)에는 궁중과 지방에서 개최하는 대사례와 향사례에 대한 규정이 있다. 향사례의 경우 효자와 충신, 예를 아는 사람들을 권면하는 활쏘기 자리로서, 활쏘기를 서로 권하고 사양하는 것을 반복하면서 활쏘기가 진행되고, 과녁을 맞히는 것이 예의에 어긋난다고 하여 과녁에서 멀찌감치 화살을 날려버리곤 했다.

### 대사례
성종 8년에 열렸던 대사례의 경우 국왕과 신하가 성균관에 나아가 석전제를 올린 뒤, 활터에 가서 술을 마시고 두 명씩 짝을 지어 각각 네 발의 화살을 쏘았다. 현재 한국에는 영조 19년(1743년)에 개최되었던 대사례의 의식 절차와 성황을 모두 수록한 《대사례의궤(大射禮儀軌)》(1책)가 남아있다.
대사례도(大射禮圖)는 1743년(영조 19)에 윤4월 7일에 거행된 대사례 의식을 기록한 화권(畵卷)이다. 2010년 6월 17일 서울특별시의 유형문화재 제305호로 지정되었다.

### 향사례
향사례는 지방에서 매년 3월 3일과 9월 9일에 열렸는데, 대사례와 마찬가지로 《주례》에서 비롯된 것이다. 조선의 문인인 순암 안정복의 문집 《순암집》에는 향사례의 절차를 수록한 「향사례홀기(鄕射禮笏記)」가 수록되어 있다.

## 참고 자료
- 민승기, 「조선의 무기와 갑옷」2004[쪽 번호 필요]

## 같이 보기
- 양궁
- 대사례도